# 拉巴赫·优素福
拉巴赫·优素福（Rabah Yousif，1986年12月11日—），苏丹、英国男子田径运动员，2015年世界田径锦标赛男子4×400米接力铜牌得主、2017年世界田径锦标赛男子4×400米接力铜牌得主。